# Pachnoda lateristicta
Pachnoda lateristicta är en skalbaggsart som beskrevs av Hermann Julius Kolbe 1910. Pachnoda lateristicta ingår i släktet Pachnoda och familjen Cetoniidae. Inga underarter finns listade i Catalogue of Life.